# Hyposidra siccifolia
Hyposidra siccifolia là một loài bướm đêm trong họ Geometridae.